# Bélesta (Pyrénées-Orientales)
Bélesta (occitansk: Belhestar, catalansk: Bellestar de la Frontera) er en by og kommune i departementet Pyrénées-Orientales i Sydfrankrig.

## Geografi
Bélesta ligger i Fenouillèdes 29 km vest for Perpignan. Nærmeste byer er mod nordøst Caramany (5 km) og mod syd Ille-sur-Têt (8 km).

## Borgmesteren
| Navn               | Periode      |
| ------------------ | ------------ |
| Nicolas Malet      | 1792-1792    |
| Jean-Paul Laurent  | 1792-1793    |
| Jacques Biles      | 1793-1801    |
| François Olive     | 1801-1808    |
| Jacques Biles      | 1808-06.1815 |
| Baptiste Pugnaud   | 06.1815-1816 |
| Jacques Biles      | 1816-1820    |
| Baptiste Pugnaud   | 1820-1830    |
| Dominique Bergès   | 1830-1831    |
| Jacques Chaluleu   | 1831-1831    |
| Étienne Chaluleu   | 1831-1834    |
| Jacques Biles      | 1834-1835    |
| Étienne Mérou      | 1835-1840    |
| Ballagar Delonca   | 1840-1846    |
| Étienne Mérou      | 1846-1855    |
| Pierre Marquet     | 1855-1864    |
| Prosper Biles      | 1864-1865    |
| Pierre Mérou       | 1865-1871    |
| Jean Vidal         | 1871-1896    |
| Jean Olive         | 1896-1900    |
| Jean Roque         | 1900-1904    |
| Auguste Delebart   | 1904-1908    |
| Sixte Chaluleu     | 1908-1912    |
| Léon Vidal         | 1912-1914    |
| Justin Saly        | 1914-1917    |
| Jean Olive         | 1917-1919    |
| Léon Vidal         | 1919-1935    |
| Paul Biles         | 1935-1936    |
| Pierre Pasquier    | 1936-1945    |
| Joseph Lacour      | 1945-1953    |
| Pierre Pasquier    | 1953-1962    |
| Norbert Saly       | 1962-1977    |
| Louis Baills       | 1977-2001    |
| Gilbert Bourniole  | 2001-2007    |
| Roger Morin        | 2007-2014    |
| Frédéric Bourniole | 2014-        |

## Demografi

### Udvikling i folketal
| 1962                                                              | 1968 | 1975 | 1982 | 1990 | 1999 | 2007 | 2011 | 2017 |
| ----------------------------------------------------------------- | ---- | ---- | ---- | ---- | ---- | ---- | ---- | ---- |
| 306                                                               | 312  | 262  | 247  | 223  | 215  | 214  | 227  | 221  |
| Tal fra og med 1962 er uden dobbelttælling (sans doubles comptes) |      |      |      |      |      |      |      |      |